# Mistrz Twardowski
Mistrz Twardowski: Powieść z podań gminnych – powieść fantastyczna Józefa Ignacego Kraszewskiego z 1840 roku.
Autor nawiązuje do postaci Twardowskiego z popularnych legend i baśni ludowych. Akcja powieści dzieje się w XVI-wiecznej Rzeczypospolitej. Główny bohater, szlachcic i uczony, mistrz Twardowski – zawiera kontrakt z diabłem. W zamian za wielką wiedzę i znajomość magii diabeł ma przejąć w przyszłości jego duszę. Twardowski postanawia jednakże przechytrzyć diabła. Do podpisanego z nim cyrografu dodaje paragraf mówiący o tym, że diabeł może zabrać jego duszę do piekła jedynie w Rzymie, do którego mistrz nie planuje się udawać. Otrzymaną od diabła moc wykorzystuje do pomagania ludziom. Jednak diabeł nie zamierza rezygnować...
Na podstawie powieści powstał w 1995 roku film pt. Dzieje mistrza Twardowskiego.